# Juru Mapin
Juru Mapin is een bestuurslaag in het regentschap Sumbawa van de provincie West-Nusa Tenggara, Indonesië. Juru Mapin telt 2438 inwoners (volkstelling 2010).